# Corazón salvaje (telenovela de 1966)
Corazón salvaje es una telenovela mexicana producida por Ernesto Alonso en 1966, protagonizada por Julissa y Enrique Lizalde. Jacqueline Andere y Enrique Álvarez Felix encarnaron los villanos principales. 
Fue la primera vez que la historia de Caridad Bravo Adams se llevó a la televisión en México. 

## Argumento
La historia se desarrolla en la isla caribeña de Martinica, a principios del siglo XX. Mónica Molnar, hija de la condesa de Molnar, se convierte en monja por despecho , ya que su ambiciosa hermana Aimée le ha robado al hombre que ama, su primo Renato. Pero un día va a visitarla y la encuentra teniendo amores con el pirata y contrabandista apodado Juan del Diablo. De inmediato los reprende y la actitud de la monjita hace que Juan la apode "Santa Mónica".
Los tres se trasladan a Campo Real, hacienda propiedad de Renato. Él sabe que Juan es hijo ilegítimo de su padre y busca protegerlo, sin saber que su esposa lo engaña con Juan y que este lo odia. Renato empieza a sospechar de su esposa y la sigue cuando ella va a reunirse en secreto con Juan, pero Mónica se le adelanta dispuesta a evitar una tragedia. Cuando Renato los encuentra a los tres, piensa que la que es amante de Juan es Mónica, por lo que la obliga a casarse con él.
Después de la boda, Mónica le suplica a su marido que la regrese al convento, pero él se la rapta y la lleva en su barco en un viaje de aventuras por el Caribe, donde poco a poco Mónica empezará a dejar atrás el miedo que le causaba Juan y empezará a descubrir la bondad que lleva el pirata, llevándola finalmente a descubrir el verdadero amor.

## Elenco
- Julissa - Mónica Molnar
- Enrique Lizalde - Juan del Diablo
- Jacqueline Andere - Aimée Molnar D'Autremont
- Enrique Álvarez Félix - Renato D'Autremont
- Miguel Manzano - Don Pedro Noel
- Beatriz Baz - Doña Sofía D'Autremont
- Chela Nájera - Catalina de Molnar
- Fanny Schiller - Sor María de la Concepción
- Socorro Avelar - Ana
- Humberto Jiménez Pons -Colibrí
- Armando Acosta - Bautista
- Fedora Capdevilla - Kuma
- Manolo García - Andrés Bertolozzi
- Fernando Mendoza - Juez
- José Carlos Méndez - Juan (niño)
- Reyes Bravo Meza - Renato (niño)
- Guillermo Hernández "Lobo Negro - Segundo
- Guillermo Zarur - Doctor Alejandro Faver
- Sandra Chávez - Janina
- Miguel Maciá - Gobernador de La Martinica
- Ignacio Rubiel - Padre Didier
- Humberto Osuna - Charles Brighton

## Versiones

### Cine
- Corazón salvaje, realizada en 1956 y protagonizada por Martha Roth, Carlos Navarro, Christiane Martel y Rafael Bertand.
- Corazón salvaje, realizada en 1968 y protagonizada por Angélica María, Julio Alemán, Teresa Velázquez y Manuel Gil.

### Telenovelas
- Juan del Diablo, producida por Telemundo en Puerto Rico en 1966 y protagonizada por Braulio Castillo, Gladys Rodríguez, Martita Martínez y José Yedra.
- Corazón salvaje, producida por Ernesto Alonso en 1977 y protagonizada por Angélica María, Martín Cortés, Susana Dosamantes y Fernando Allende.
- Corazón salvaje, producida por José Rendón en 1993 y protagonizada por Edith González, Eduardo Palomo, Ana Colchero y Ariel López Padilla.
- Corazón salvaje, producida por Salvador Mejía en 2009 y protagonizada por Aracely Arámbula, Eduardo Yáñez y Cristian de la Fuente. Esta versión fue un híbrido con otra telenovela de época, Yo compro esa mujer, escrita por la cubana Olga Ruilópez y de la cual se realizó una versión mexicana en 1990, protagonizada por Leticia Calderón y Eduardo Yáñez.